# Johannes Holm
Johannes Holm, auch Hans Holm (* 3. Januar 1895 in Hamburg; † 31. Oktober 1981 in Berlin), war ein deutscher Widerstandskämpfer gegen den Nationalsozialismus und Verlagsleiter in der Deutschen Demokratischen Republik (DDR).
Während des Zweiten Weltkriegs spielte er eine wichtige Rolle beim kommunistischen Widerstand in Norwegen und hielt Kontakt zu Widerstandsgruppen in ganz Europa. In der frühen DDR galt er als sogenannter Westemigrant als politisch unzuverlässig, wurde zeitweise vom Ministerium für Staatssicherheit (MfS) überwacht und aus der Sozialistischen Einheitspartei Deutschlands (SED) ausgeschlossen, aber später rehabilitiert.
Von 1957 bis 1960 leitete er den Urania-Verlag in Leipzig.

## Leben

### Verleger für die KPD
Holm, Sohn eines Arbeiters, erlernte nach dem Abschluss der Volksschule den Beruf des Dekorationsmalers. 1911 trat er in die Sozialistische Arbeiterjugend (SAJ) und 1914 in die Sozialdemokratische Partei Deutschlands (SPD) ein, in der schon sein Vater aktiv war. Im selben Jahr wurde er eingezogen und kämpfte an der deutschen Westfront im Ersten Weltkrieg. Während der Novemberrevolution 1918/19 war er in der Pressestelle des Hamburger Arbeiter- und Soldatenrates unter der Leitung Rudolf Lindaus tätig. Holm verließ die SPD, trat dem Spartakusbund bei und wurde 1919 Mitglied der Kommunistischen Partei Deutschlands (KPD).
Ab 1919 war Holm für die KPD im Verlagswesen tätig. Im April 1921 wurde er Leiter der Berliner Außenstelle des Hamburger Verlags „Carl Hoym und Nachfolger“ und baute im Auftrag der KPD eine illegale Druckerei auf. Im April 1924 geriet Holm in die heftigen Richtungskämpfe innerhalb der KPD und wurde unter anderem wegen Meinungsverschiedenheiten mit Ruth Fischer aus der KPD ausgeschlossen. Mit Hans Westermann protestierte er mit einem umfangreichen „Memorandum über die Politik der deutschen Parteileitung im Jahre 1924“ bei der Komintern in Moskau. Zwei Jahre später, nachdem Ruth Fischer selbst in Ungnade gefallen war, wurde Holms Parteiausschluss aufgehoben und er wurde vom Zentralkomitee (ZK) der KPD nach Berlin berufen.
Im Frühjahr 1926 wurde Holm Leiter des Parteiverlags „Vereinigung Internationale Verlagsanstalten“ (Viva) und Mitarbeiter der Abteilung Agitation und Propaganda beim ZK. 1927 reiste er im Parteiauftrag erstmals in die Sowjetunion und führte Gespräche mit der Kommunistischen Partei der Sowjetunion (KPdSU) und der Kommunistischen Internationale (Komintern).
Im Juni 1929 geriet Holm erneut in Konflikt mit der deutschen Parteileitung und wurde als angeblicher Anhänger der Versöhnler aller Funktionen entbunden. Im selben Jahr wurde er Leiter des Neuen Deutschen Verlags, später auch der Universum Bücherei für alle und arbeitete hier mit Willi Münzenberg zusammen. Holm reiste mehrfach nach Moskau und hielt den Kontakt zur Komintern.
Im April 1932 übernahm Holm nach Vermittlung Hugo Eberleins die Kontrolle und Beratung sämtlicher Verlage der Komintern in verschiedenen europäischen Ländern. In Moskau war er direkt Ossip Pjanitzki, dem Leiter der Abteilung Internationale Verbindungen der Komintern, unterstellt.

### Widerstandskämpfer und Emigrant im Nationalsozialismus
Nach der Machtübernahme der Nationalsozialisten in Deutschland wurden im März 1933 kommunistische Aktivitäten verboten und sämtliche Strukturen der KPD illegal. Tausende Funktionäre wurden verhaftet. Holm unterstützte die Partei auch in der Illegalität. 1933/34 reiste er im Parteiauftrag nach Dänemark, Schweden, Norwegen, Belgien, die Niederlande, Frankreich, Österreich und in die Schweiz und baute Exilstrukturen auf. Von 1936 bis 1938 hielt er sich in Prag auf und baute einen Vertrieb für verbotene deutsche Literatur auf. Zwischen den diversen Reisen kehrte Holm immer wieder zur Berichterstattung nach Moskau zurück.
Im März 1939 entschloss sich Holm zur Flucht und gelangte mit Willi Langrock und Josef Miller über Polen nach Norwegen. Nach dem Beginn des Zweiten Weltkriegs und dem deutschen Einmarsch in Norwegen hielt er sich illegal dort auf, hielt Kontakt zur Kommunistischen Partei Norwegens und gab illegale, antifaschistische Zeitschriften heraus. Er beteiligte sich am illegalen Bau von Radiogeräten und leitete eine Gruppe, die verfolgte Personen über die Grenze nach Schweden schleuste.
Im Sommer lernte er die deutsche Kommunistin Edith Raphael (1906–1943) mit ihrem Sohn Heinz kennen. Am 22. September 1942 wurde ihre gemeinsame Tochter Inger geboren. Inger wurde in Norwegen vor den deutschen Besatzern versteckt und war später in der DDR in einem Kraftwerk als Ingenieurin tätig.
Am 8. Januar 1943 wurde Holm in Oslo verhaftet. Im Juni wurde er ohne Gerichtsverfahren in das Konzentrationslager Sachsenhausen verschleppt. Im Lager hielt er Kontakt zu Kommunisten aus Norwegen und anderen Ländern. Im April 1945 wurde das KZ Sachsenhausen aufgelöst und Holm gelangte in das Waldlager Wittstock in Mecklenburg. Von dort wurde er als angeblicher Norweger mit der Rettungsaktion der Weißen Busse nach Schweden evakuiert und überlebte.
Im August 1945 ging Holm zurück nach Norwegen und wurde auf Wunsch der Norwegischen KP Leiter ihres Parteiverlags. Nach dem Ende des Zweiten Weltkriegs forderte die KPD Holm auf, nach Deutschland zurückzukehren. Er ignorierte dies zunächst und blieb bis 1948 in Norwegen.

### Verleger in der DDR
Im Februar 1948 kehrte Holm nach Berlin zurück, wurde Mitglied der Sozialistischen Einheitspartei Deutschlands (SED) und Hauptreferent für Buchwesen beim ZK der SED. Erneut unternahm er viele Reisen und knüpfte verlegerische Kontakte. 1949 wurde er in Basel im Zuge der Diligentia-Affäre, einer Kontroverse um eine kommunistische Druckerei in der Schweiz, verhaftet und saß vier Wochen in Untersuchungshaft, bevor er in die DDR ausreisen durfte. Im Januar 1950 wurde er Abteilungsleiter bei der Zentralen Druckerei-, Einkaufs- und Revisionsgesellschaft (Zentrag), die direkt dem ZK der SED unterstand und das Verlagswesen in der DDR dominierte.
Im April 1952 kam es in der SED zu einer Säuberungsaktion gegen eigene Mitglieder und Funktionäre, die während der Zeit des Nationalsozialismus in westlichen Ländern im Exil waren und denen pauschal unterstellt wurde, unzuverlässig zu sein. In diesem Zusammenhang wurde auch Holm aus der SED ausgeschlossen und verlor seine Funktionen. Im Oktober 1956, nach dem Tod Stalins, wurde die Säuberungsaktion in Teilen revidiert. Holms Parteiausschluss wurde aufgehoben und er wurde weitgehend rehabilitiert.
Im August 1952 wurde Holm Angestellter im Mitteldeutschen Verlag, wo er zeitweise die Abteilung Presse und Werbung leitete. Von 1957 bis Oktober 1960 leitete Holm den Urania-Verlag in Leipzig und ging dann in Pension.
Später wurde bekannt, dass Holm von Dezember 1961 bis November 1962 unter großem personellen Aufwand vom Ministerium für Staatssicherheit (MfS) überwacht wurde. Es wurde vermutet, er sei „Kopf einer parteifeindlichen Gruppierung innerhalb des Verlagswesens“. In den umfangreichen Akten des Operativ-Gruppen-Vorlaufs „Verschwörer“, den das MfS anlegte, finden sich hierfür keine Belege.
Die Grabstätte Holms befindet sich auf dem Zentralfriedhof Friedrichsfelde in Berlin.
Johannes Holm ist der Urgroßvater des Sozialwissenschaftlers und kurzzeitigen Berliner Staatssekretärs Andrej Holm.